# Lepidosemicyclina
Lepidosemicyclina es un género de foraminífero bentónico de la familia Miogypsinidae, de la superfamilia Rotalioidea, del suborden Rotaliina y del orden Rotaliida. Su especie tipo es Orbitoides (Lepidosemicyclina) thecideaeformis. Su rango cronoestratigráfico abarca el Burdigaliense (Mioceno inferior).

## Clasificación
Lepidosemicyclina incluye a las siguientes especies:
- Lepidosemicyclina droogeri †
- Lepidosemicyclina neodispansa †
- Lepidosemicyclina polymorpha †
- Lepidosemicyclina thecideaeformis †